# NGC 6435
NGC 6435 је галаксија у сазвежђу Змај која се налази на NGC листи објеката дубоког неба.
Деклинација објекта је + 62° 38' 31" а ректасцензија 17h 40m 11,1s. Привидна величина (магнитуда) објекта NGC 6435 износи 13,7 а фотографска магнитуда 14,7. NGC 6435 је још познат и под ознакама UGC 10947, MCG 10-25-80, CGCG 300-58, PGC 60667.